# Краснополье-2
Краснополье-2 (бел. Краснаполле 2) — деревня в составе Полыковичского сельсовета Могилёвского района Могилёвской области Республики Беларусь. Расположена на северо-восточной окраине города Могилёва.

## История
Деревня известна с XIX века. В 1828 году в деревне было 15 мужских душ, являлась собственностью помещика. В 1897 году — 7 дворов и 46 жителей. Рядом находились одноименные — фольварок (1 двор и 9 жителей), 4 усадьбы (6 дворов и 38 жителей), хутор (4 двора и 24 жителя), еврейская колония (1 двор, 1 житель). В 1909 году в деревне 9 дворов и 59 жителей. Около деревни располагались кирпичные заводы.
В 1920-х годах в Краснополье работала начальная школа, а в 1930-х — 7-летняя, в которой в 1936 году обучалось 338 учеников, имелась библиотека. В 1929 году в деревне организован колхоз «Коминтерн», который в 1933 году объединял 41 хозяйство. В числе колхозников в этот момент были 2 коммуниста и 14 комсомольцев. Первый председатель колхоза Казаков в 1926—1929 годах был секретарём сельской комсомольской ячейки. С 1925 года по 1954 год Краснополье было центром сельсовета. В 1939 году колхоз был участником Всесоюзной сельскохозяйственной выставке. В этом же году колхоз переселил с хуторов 40 дворов, во все дома было проведено электричество, а в 1940 году водопровод.
Во время Великой Отечественной войны с июля 1941 года по 28 июня 1944 года Краснополье было оккупировано немецкими войсками. Во время войны партизанами здесь было разгромлено волосное немецкое управление. В боях за освобождение деревни погибло 76 советских воинов. Среди них и Герой Советского Союза Николай Яшин. В 1990 году в деревне 33 двора и 118 жителей, относилась к колхозу «Коминтерн» (центр в деревне Николаевка 2). Работала 8-летняя школа.
Родина Ильи Васильевича Сергеева (1909—?) — председатель колхоза, Герой Социалистического Труда (1958).